# Sunday Service Choir
Der Sunday Service Choir ist ein US-amerikanischer Gospelchor, der 2019 vom Musikproduzenten, Rapper und Sänger Kanye West gegründet wurde.

## Geschichte
Seit dem ersten Sonntag des Jahres 2019 veranstaltete Kanye West wöchentliche christliche Gottesdienste, englisch Sunday Service. Teilnehmen durften daran zu Beginn nur ausgesuchte Gäste, die vom Musiker eine Einladung erhielten; die Besucher, vorwiegend Prominente, mussten zudem eine Verschwiegenheitsklausel unterzeichnen. Später wurden die Gottesdienste auch öffentlich abgehalten. Ursprünglich hieß der Sunday Service Choir The Samples. Er wurde speziell für diese religiösen Veranstaltungen ins Leben gerufen, um die musikalische Untermalung des Ereignisses zu übernehmen, in dessen Zentrum der Gesang stand. Geleitet wurde er von Jason White; Philip Cornish war als Musikdirektor tätig. Nikki Grier war für die Bearbeitung der Texte verantwortlich, Steve Epting war Stimmarrangeur. Die wöchentlichen Gottesdienste wurden von den Medien thematisiert, insbesondere, da man in der neuen devot-christlichen Lebenseinstellung einen Imagewandel Wests sah, der im vorangegangenen Jahr insbesondere durch politische Provokationen auffiel. Am Ostersonntag 2019 wurde der Sunday Service auf dem Coachella Valley Music and Arts Festival abgehalten.
Später in diesem Jahr begann der Chor auch außerhalb der Veranstaltungen als vollwertige Gruppe kommerziell Musik zu veröffentlichen. Seine erste offiziell erschienene Aufnahme war das Lied Every Hour aus Kanye Wests Studioalbum Jesus Is King, auf dem er als Gastinterpret fungierte. Bei diesem Song tritt West lediglich als Produzent in Erscheinung; der Gesang wird gänzlich vom Chor übernommen. Der Titel war gleich ein kommerzieller Erfolg für die Gruppe und konnte sich in den USA auf Platz 45 der Billboard Hot 100 positionieren. Auch in Australien (Platz 33), Kanada (Platz 57) und Frankreich (Platz 130) gelangte er in die Charts.
Am 25. Dezember 2019 erschien mit Jesus Is Born das Debütalbum der Gesangsgruppe. Es stieg in den USA auf Platz 2 der Top-Gospel-Albums-Charts ein und konnte Platz 73 der Billboard 200 erreichen. Der Sunday Service Choir interpretiert darauf überwiegend Coverversionen bereits zuvor veröffentlichter Lieder diverser Genres und Künstler im Gospelstil, darunter auch einige Solostücke Wests.

## Diskografie

### Alben
- 2019: Jesus Is Born

### EPs
- 2020: Emmanuel